# Ян Кароль Сенкевич
Ян Кароль Сенкевич (пол. Jan Karol Siekiewicz; 20 січня 1793 — 7 (19) лютого 1860) — польський бібліограф, історик, бібліотекар і редактор.

## Біографія
Ян Кароль Сенкевич народився 20 січня 1793 року в містечку Калинівка Вінницького повіту. Навчався спочатку у василіянській школі в Умані, а потім у Вінниці (школа підвиділова) та Кременці — у Вищій Волинській гімназії в 1810—1812 роках.
Після придушення Листопадового повстання в 1831 році емігрував до Парижа. У 1834—1839 роках займався редагуванням періодичного видання «Kronika emigracyją» («Хроніка еміграції»). У той же час написав «Mémoire sur l'etat actuel de la ville libre de Cracovie» («Нотатки про поточний стан вільного міста Кракова»).
У 1838 році Як Кароль Сенкевич заснував польське історичне товариство в Парижі, яке мало на меті збирати із закордонних архівів матеріали, що стосуються польської історії. Сенкевич був секретарем даного товариства, хранителем і бібліотекарем.
У 1854 році він видав «Documents historiques relatifs à la Russie et la Pologne» («Історичні документи, що стосуються Росії і Польщі»). Незакінченим залишився його підручник польської історії. Крім того, він написав ще «Scarbiec historyi polskiey» («Скарбниця польської історії» в 2 т., Париж, 1839—1842), «Emigracyja w. r. 1856» та ін..
Ян Кароль Сенкевич помер 7 лютого 1860 в Парижі.